# João do Pulo
João Carlos de Oliveira, conhecido como João do Pulo (Pindamonhangaba, 28 de maio de 1954 — São Paulo, 29 de maio de 1999), foi um atleta, político e militar brasileiro, especializado em saltos, sendo ex-recordista mundial do salto triplo, medalhista olímpico e tetracampeão panamericano no triplo e no salto em distância, militar e político brasileiro.
Militar por formação profissional, após abandonar o atletismo em virtude de um desastre automobilístico em que perdeu uma perna, tornou-se político, sendo eleito para dois mandatos como deputado estadual em seu estado natal, São Paulo.

## Carreira
Órfão de mãe, começou a trabalhar aos sete anos de idade, como lavador de carros. Na adolescência, ingressou no exército, onde vestiu a indumentária militar por 14 anos e chegou à patente de sargento. Em 1973, treinado pelo então professor da USP Pedro Henrique de Toledo, o Pedrão, quebrou  o recorde mundial júnior de salto triplo no Campeonato Sul-Americano de Atletismo com a marca de 14,75 m.
Em 1975, já como atleta adulto nos Jogos Pan-Americanos da Cidade do México, o cabo do Exército Brasileiro conquistou a medalha de ouro no salto em distância com a marca de 8,19 m e, em 15 de outubro, também a medalha de ouro no salto triplo, com a incrível marca de 17,89 m, quebrando o recorde mundial desta modalidade em 45 cm, e que pertencia ao soviético Viktor Saneyev.
Era o favorito à medalha de ouro no salto triplo nos Olimpíada de Montreal mas, convalescendo de uma cirurgia na barriga, saltou apenas 16,90 m e foi superado por Saneyev (17,29 m) e pelo norte-americano James Butts (17,18 m), ficando com a medalha de bronze. Além disso, foi quarto colocado no salto em distância.
Nos Jogos Pan-americanos de Porto Rico, tornou-se bicampeão tanto do salto triplo como do salto em distância, acumulando um tetracampeonato panamericano em duas provas. Neste último, derrotou ninguém menos que o futuro tetracampeão olímpico da prova, Carl Lewis.

### Controvérsia em Moscou
A disputa do salto triplo em Moscou 1980 foi coberta de controvérsias com relação ao favorecimento aos atletas da casa pelos juízes soviéticos. O tricampeão olímpico Viktor Saneyev e seu compatriota Jaak Uudmae eram os atletas do país na prova. João, recordista mundial com a marca até então inatingível de 17,89 m, conquistada em 1975 nos Jogos Panamericanos da Cidade do México era o maior adversário dos dois atletas da casa. João teve dois saltos anulados durante a disputa pelos fiscais soviéticos e um deles considerado por analistas internacionais como um novo recorde mundial, acima dos 18 metros; os mesmos observadores consideraram os dois saltos perfeitamente válidos. A intenção, segundo os críticos, era dar um quarto e inédito título olímpico a Saneyev, então tricampeão olímpico da modalidade. Mesmo assim, Saneyev ficou apenas com a prata – 17,24 m – sendo superado por Uudmae – 17,35 m – e João ficou com o bronze de um de seus saltos menores validados, 17,22 m.

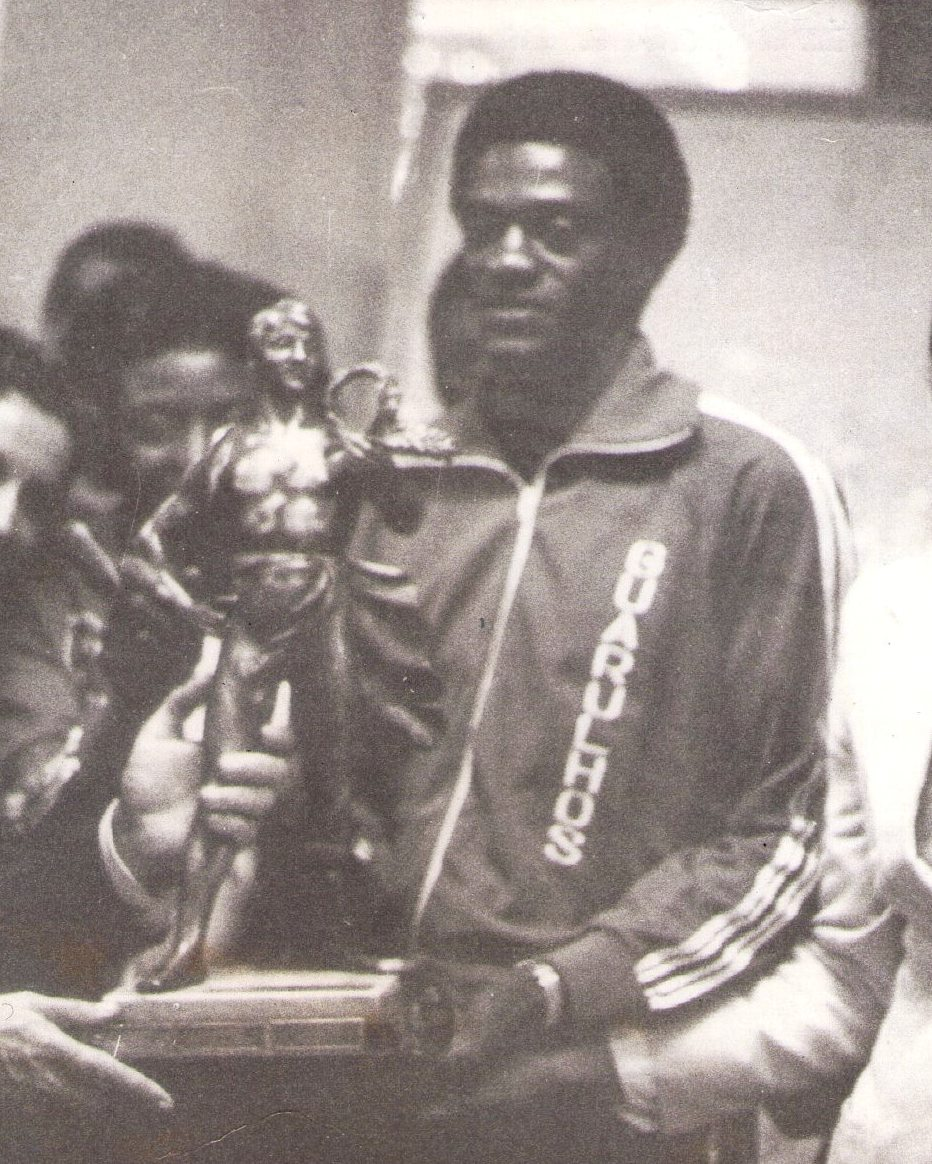
João do Pulo, 1980.

Na época, o técnico letão de Uudmae, Harry Seinberg, chegou a confessar, em conversas informais, que as marcas de João haviam sido alteradas para favorecer os atletas da casa, mas nunca confirmou sua afirmação à IAAF nem ao COI. Apenas em 2000, vinte anos após os Jogos de Moscou, e por ocasião da proximidade dos Jogos de Sydney, o jornal australiano The Sydney Morning Herald (o maior da Austrália) fez uma grande reportagem demonstrando que os saltos anulados do brasileiro faziam parte de uma operação soviética para dar o tetracampeonato olímpico a Saneyev. O plano acabou não dando totalmente certo por causa do melhor salto de Uudmae, mas mesmo assim a medalha de ouro ficou com a URSS.

### Títulos mundiais
Em contraponto à falta de sorte em Olimpíadas, na era pré-Campeonato Mundial de Atletismo, João do Pulo foi tricampeão mundial do salto triplo em 1977 (em Düsseldorf), 1979 (em Montreal) e 1981 (em Roma, com 17,37 m, vencendo Jack Uudmae, um ano depois dos Jogos Olímpicos, e o futuro recordista mundial Willie Banks, dos Estados Unidos).
Porta-bandeira do Brasil no desfile de abertura em Montreal 1976 e em Moscou 1980, João foi o principal ídolo do esporte dito amador brasileiro entre 1975 e 1981.

## Acidente e morte

### Acidente
João Carlos de Oliveira teve a carreira de atleta brutalmente interrompida em 22 de dezembro de 1981, quando sofreu um grave acidente automobilístico na Via Anhanguera, na altura do quilômetro 86, no sentido Campinas-São Paulo. O veículo Passat no qual estava com seu irmão, Francisco, e um amigo foi atingido por uma Variant. Após quase um ano de internação na UTI do Hospital Irmãos Penteado, em Campinas, ter passado por 16 cirurgias e quatro paradas cardiorrespiratórias, sua perna direita teve de ser amputada no final de 1982, no que significou o encerramento de sua carreira de atleta. O então presidente da República, João Figueiredo, chegou a visitá-lo pessoalmente no hospital.

### Últimos anos
Nos anos seguintes, estudou Educação Física e entrou na vida política, tendo sido eleito deputado estadual em São Paulo pelo Partido da Frente Liberal, em 1986, e reeleito em 1990. Não conseguiu se reeleger em 1994 e 1998.
Antes de ser internado, sua rotina se resumia a tomar cerveja num bar no bairro da Ponte Grande, em Guarulhos, onde vivia, e passar o resto do dia trancado, quase sempre em jejum. João do Pulo morreu em 29 de maio de 1999, no dia seguinte ao seu aniversário de quarenta e cinco anos, devido a cirrose hepática e infecção generalizada; passou os últimos anos de vida solitário, sofrendo de depressão, alcoolismo e com problemas financeiros — chegou a ser preso por não pagar pensão alimentícia a um de seus dois filhos. Sua única fonte de renda era o soldo de segundo tenente reformado do Exército.

### Acontecimentos posteriores e homenagens
A família vendeu suas duas medalhas olímpicas e aquela do recorde mundial de 17,89m, obtida no Pan da Cidade do México 1975, ao ex-presidente da CBAt (Confederação Brasileira de Atletismo), Roberto Gesta de Melo.
Seu recorde mundial somente foi batido quase dez anos depois, pelo norte-americano Willie Banks, com 17,90 m, em Indianápolis, em 16 de junho de 1985. Seu recorde brasileiro e sul-americano só foi batido mais de vinte e um anos depois, por Jadel Gregório, com 17,90 m, em Belém, em 20 de maio de 2007 (que coincidentemente também foi atleta do antigo técnico de João do Pulo, Pedrão). Eleito pela Federação Mundial de Atletismo como o 4.º maior triplista da história, João também teve seu nome marcado na MPB: foi homenageado pelos compositores Aldir Blanc e João Bosco com a canção "João do Pulo".
O atleta recebeu uma homenagem póstuma dos Correios em 15 de outubro de 2016, pelos 41 anos do recorde estabelecido no Pan de 1975, com um selo postal.
Em janeiro de 2022, uma estátua de João, obra do artista espanhol Hugo Lukas, foi instalada em Pindamonhangaba, na rotatória que leva o nome do atleta.
No dia 28 de março de 2025, foi sancionada pelo vice-presidente Geraldo Alckmin a Lei nº 15.115, oriunda do Projeto de Lei n° 3.958, de 2023, sendo de autoria do deputado federal Jonas Donizette (PSB/SP) e relatoria do senador Jorge Kajuru (PSB-GO), que inscreve de João Carlos de Oliveira, no Livro dos Heróis e Heroínas da Pátria, depositado no Panteão da Pátria e da Liberdade Tancredo Neves, em Brasília.